# Dirphya holoflava
Dirphya holoflava är en skalbaggsart som först beskrevs av Stefan von Breuning 1956.  Dirphya holoflava ingår i släktet Dirphya och familjen långhorningar.
Artens utbredningsområde är:
- Kenya.
- Malawi.

Inga underarter finns listade i Catalogue of Life.